# 頼住光子
頼住 光子（よりずみ みつこ、1961年 - ）は、日本の倫理学者、東京大学教授。専攻は日本倫理思想史。文学博士（1994年、東京大学にて取得）。

## 略歴
神奈川県生まれ。本姓・佐藤。1983年お茶の水女子大学文教育学部哲学科卒業。1989年に松本短期大学非常勤講師、同年工学院大学非常勤講師。1991年、東京大学大学院人文科学研究科倫理学専攻博士課程満期退学。1994年「道元における善と悪 -「正法眼蔵」「諸悪莫作」巻の註解のこころみ」で、東京大学にて文学博士。1991年山口大学講師、1995年同大学日本思想史講座助教授、1996年にお茶の水女子大学文教育学部助教授。2007年法政大学文学部非常勤講師。2011年同大学院教授。同年、放送大学足立センター客員教授。2013年に東京大学人文社会系研究科倫理学専門分野教授に就任。
その他、1992年大学入試センター出題委員。2001年〜2002年、科学研究費委員会専門委員、2010年文科省教科用図書検定調査審議会専門委員。

## 著書
- 『道元 自己・時間・世界はどのように成立するのか』（日本放送出版協会、シリーズ・哲学のエッセンス） 2005
- 『日本の仏教思想 原文で読む仏教入門』（北樹出版） 2010
- 『道元の思想 大乗仏教の真髄を読み解く』（NHKブックス） 2011[2]
- 『正法眼蔵入門』(KADOKAWA / 角川学芸出版、角川ソフィア文庫) 2014
- 『さとりと日本人: 食・武・和・徳・行』（ぷねうま舎） 2017

### 共著
- 『人間の文化と宗教』（保坂俊司, 新免光比呂, 佐藤貢悦共著、北樹出版、比較宗教への途） 1994
- 『人間の社会と宗教』（保坂俊司, 新免光比呂共著、北樹出版、比較宗教への途） 1998
- 『人間の文化と神秘主義』（吉村均, 新免光比呂, 保坂俊司共著、北樹出版、比較宗教への途） 2005
- 『日本仏教を捉え直す』（末木文美士共著、放送大学教育振興会、放送大学教材） 2018
  - 増訂版『日本仏教再入門』（末木文美士, 大谷栄一、講談社学術文庫） 2024.4

## 翻訳
- 『徳川イデオロギー』（ヘルマン・オームス、黒住真, 清水正之, 豊沢一共訳、ぺりかん社） 1990

## 参考
- ISBN　978-4-14-091184-6
- J-GLOBAL